# Medicago noeana
Medicago noeana là một loài thực vật trong chi Medicago. Nó được tìm thấy ở khắp khu vực Trung Đông. Nó tạo ra quan hệ cộng sinh với vi khuẩn Sinorhizobium meliloti, loài có khả năng cố định đạm.

## Hình ảnh

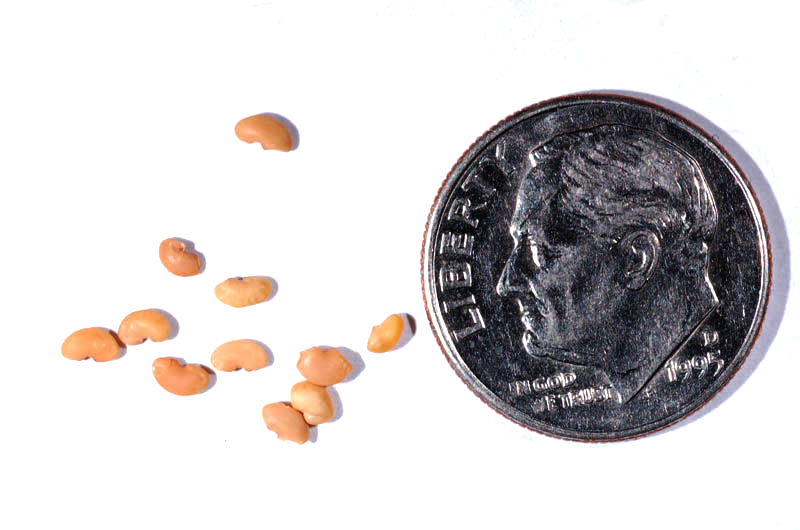